# 하남읍
하남읍(下南邑)은 대한민국 경상남도 밀양시에 위치한 읍이다.

## 개요
하남읍은 밀양시의 서남부에 위치하며 시의 남단 관문으로 교통 요충지이며 북쪽으로는 덕대산이 자리잡고 있으며, 남쪽에는 낙동강을 사이에 두고 창원시, 김해시와 경계를 이루고 있다. 토질이 비옥하고 수량이 풍부하여 농사가 잘되며, 딸기, 감자, 단감, 미나리, 양배추, 무 등을 재배하고 있다.

## 연혁
본래 신라의 천산부곡(穿山部曲)인데 고려 초에 수산현(守山縣)으로 고치고 1018년(고려 현종 9년), 밀성군의 속현이 되었다. 그후, 부남면이 되었다가 뒤에 다시 상남면, 하남면으로 나뉘고 광복 후에 하남읍이 되었다. 일명 ‘은산’이라고도 한다. 산이 낮고 들이 넓으며 낙동강이 남쪽으로 가로누운 곡창이다. 수산리, 남전리, 양동리, 귀명리, 파서리 , 명례리의 본래의 이름은 멱례 , 미례인데 일명 뇌진이라고도 하였다. 해양, 동암을 합하였으며, 행양원이 있었다. 멱례란 넓은들, 용진강(낙동강)위에 고산이있어 멱례라 이름지었다.

## 법정리
- 수산리
- 양동리
- 명례리
- 백산리
- 파서리
- 남전리
- 대사리
- 귀명리

## 교육
- 명례초등학교 (폐교) - 명례로 451 (명례리)
- 수산초등학교
  - 하남대사분교 (폐교) - 대사길 77 (대사리)
- 백산초등학교 - 백산로 292-10 (백산리)
- 동명중학교
- 밀양동명고등학교

## 같이 보기
- 함안군

## 참고 문헌
- 조선 왕조(1454), 《세종실록 지리지》(世宗實錄地理志), 〈지리지 > 경상도 > 경주부(慶州府) > 밀양 도호부(密陽都護府)〉